# Discografia de Kendrick Lamar
A discografia do rapper estadunidense Kendrick Lamar consiste de 5 mixtapes, um EP, 5 álbuns de estúdio, um álbum compilatório e mais de uma dezena de singles.

## Álbuns

### Álbuns de estúdio
| Ano                                                               | Titulo                        | Informações do álbum | Melhor posição nas paradas | Melhor posição nas paradas | Melhor posição nas paradas | Melhor posição nas paradas | Melhor posição nas paradas | Melhor posição nas paradas | Melhor posição nas paradas | Melhor posição nas paradas | Melhor posição nas paradas | Melhor posição nas paradas | Melhor posição nas paradas | Melhor posição nas paradas |     | Vendas                                | Certificações (vendas limiares) |
| Ano                                                               | Titulo                        | Informações do álbum | EUA                        | EUA (Top Album Sales)      | EUA (R&B/Hip-Hop Albums)   | AUS                        | BEL (Flandres)             | CAN                        | FRA                        | IRL                        | NZL                        | SUI                        | UK                         | UK R&B                     | POR | Vendas                                | Certificações (vendas limiares) |
| ----------------------------------------------------------------- | ----------------------------- | --- | -------------------------- | -------------------------- | -------------------------- | -------------------------- | -------------------------- | -------------------------- | -------------------------- | -------------------------- | -------------------------- | -------------------------- | -------------------------- | -------------------------- | --- | ------------------------------------- | ------------------------------- |
| 2011                                                              | Section.80                    | - 1º álbum de estúdio - Lançamento: 2 de julho de 2011 - Gravadora: Top Dawg Entertainment - Formato: Download digital                           | 113                        | —                          | 21                         | —                          | —                          | —                          | —                          | —                          | —                          | —                          | —                          | —                          | —   | - : 78,000                            | - : Ouro                        |
| 2012                                                              | good kid, m.A.A.d city        | - 2º álbum de estúdio - Lançamento: 22 de outubro de 2012 - Gravadora: Top Dawg, Aftermath, Interscope - Formatos: CD, LP, Download digital      | 2                          | 2                          | 1                          | 23                         | 46                         | 2                          | 57                         | 26                         | 7                          | 38                         | 16                         | 2                          | —   | - : 1.500.000 - : +193.000 - : 40,000 | - : Platina - : Ouro - : Ouro   |
| 2015                                                              | To Pimp a Butterfly           | - 3º álbum de estúdio - Lançamento: 16 de março de 2015 - Gravadora: Top Dawg, Aftermath, Interscope - Formatos: CD, Download digital            | 1                          | 1                          | 1                          | 1                          | 4                          | 1                          | 17                         | 6                          | 1                          | 3                          | 1                          | 1                          | —   | - : 1.000.000 - : +170.000            | - : Platina - : Ouro - : Ouro   |
| 2017                                                              | DAMN.                         | - 4º álbum de estúdio - Lançamento: 14 de abril de 2017 - Gravadora: Top Dawg, Aftermath, Interscope - Formatos: CD, Download digital            | 1                          | 1                          | 1                          | 2                          | 2                          | 1                          | 3                          | 2                          | 2                          | 3                          | 2                          | 1                          | 5   | - : 603.000                           | - : Platina - : Prata           |
| 2022                                                              | Mr. Morale & The Big Steppers | - 5º álbum de estúdio - Lançamento: 13 de maio de 2022 - Gravadora: PGLang, Top Dawg, Aftermath, Interscope - Formatos: CD, LP, download digital | —                          | —                          | —                          | —                          | —                          | —                          | —                          | —                          | —                          | —                          | —                          | —                          | —   |                                       |                                 |
| "—" denota álbuns lançados que não entraram nas paradas musicais. |                               | |                            |                            |                            |                            |                            |                            |                            |                            |                            |                            |                            |                            |     |                                       |                                 |

### Álbuns compilatórios
| Ano  | Detalhes do álbum                                                                                       | EUA | EUA (Top Albums Sales) | EUA (R&B/ Hip-Hop Albums) | EUA (Rap Albums) | AUS | BEL (Flandres) | CAN | FRA | IRL | NZL | SUI | UK | UK R&B | POR |
| ---- | --- | --- | ---------------------- | ------------------------- | ---------------- | --- | -------------- | --- | --- | --- | --- | --- | -- | ------ | --- |
| 2016 | untitled unmastered. - Lançamento: 4 de março de 2016 - Gravadora: Top Dawg - Formato: Download digital | 1   | 1                      | 1                         | 1                | 3   | 11             | 1   | 55  | 9   | 5   | 9   | 7  | 2      | 50  |

### Extended plays
| Ano  | Detalhes do álbum                                                                                        |
| ---- | --- |
| 2009 | Kendrick Lamar EP - Lançamento: 31 de dezembro de 2009 - Gravadora: Top Dawg - Formato: Download digital |

### Mixtapes
| Ano                                                               | Detalhes do álbum                                                                                       | Posições | Vendas     |
| Ano                                                               | Detalhes do álbum                                                                                       | EUA R&B  | Vendas     |
| ----------------------------------------------------------------- | --- | -------- | ---------- |
| 2003                                                              | Y.N.I.C. (Hub City Threat: Minor of the Year) - Lançamento: 2003 - Formato(s): CD                       | —        |            |
| 2005                                                              | Training Day - Lançamento: 2005 - Formato: Download digital                                             | —        |            |
| 2007                                                              | No Sleep 'Til NYC - Lançamento: 2007 - Formato: Download digital                                        | —        |            |
| 2009                                                              | C4 - Lançamento: 2009 - Gravadora: Intergroove - Formato: Download digital                              | —        |            |
| 2010                                                              | Overly Dedicated - Lançamento: 14 de setembro de 2010 - Gravadora: Top Dawg - Formato: Download digital | 72       | - : 12,000 |
| "—" denota álbuns lançados que não entraram nas paradas musicais. | |          |            |

## Singles

### Como artista principal
| Ano                                                                | Título                                                  | Melhor posição nas paradas | Melhor posição nas paradas | Melhor posição nas paradas | Melhor posição nas paradas | Melhor posição nas paradas | Melhor posição nas paradas | Melhor posição nas paradas | Melhor posição nas paradas | Melhor posição nas paradas | Melhor posição nas paradas | Melhor posição nas paradas | Certificações | Álbum                  |
| Ano                                                                | Título                                                  | EUA                        | EUA R&B/Hip-Hop            | EUA Rap                    | AUS                        | BEL (Flandres)             | CAN                        | FRA                        | NZL                        | POR                        | UK                         | UK R&B                     | Certificações | Álbum                  |
| ------------------------------------------------------------------ | ------------------------------------------------------- | -------------------------- | -------------------------- | -------------------------- | -------------------------- | -------------------------- | -------------------------- | -------------------------- | -------------------------- | -------------------------- | -------------------------- | -------------------------- | ------------- | ---------------------- |
| 2011                                                               | "HiiiPoWeR"                                             | —                          | —                          | —                          | —                          | —                          | —                          | —                          | —                          | —                          | —                          | —                          |               | Section.80             |
| 2011                                                               | "My People" (com Jay Rock)                              | —                          | —                          | —                          | —                          | —                          | —                          | —                          | —                          | —                          | —                          | —                          |               | Bastards of the Party  |
| 2012                                                               | "The Recipe" (com Dr. Dre)                              | 103                        | 38                         | 23                         | —                          | —                          | —                          | —                          | —                          | —                          | —                          | —                          |               | Good Kid, M.A.A.D City |
| 2012                                                               | "Swimming Pools (Drank)"                                | 17                         | 3                          | 1                          | 67                         | 69                         | 99                         | 59                         | —                          | —                          | 57                         | 11                         | - : Platina   | Good Kid, M.A.A.D City |
| 2013                                                               | "Backseat Freestyle"                                    | 106                        | 29                         | 22                         | —                          | 131                        | —                          | —                          | —                          | —                          | 79                         | 17                         |               | Good Kid, M.A.A.D City |
| 2013                                                               | "Poetic Justice" (com Drake)                            | 26                         | 8                          | 6                          | —                          | 106                        | —                          | —                          | —                          | —                          | —                          | —                          | - : Ouro      | Good Kid, M.A.A.D City |
| 2013                                                               | "Bitch, Don't Kill My Vibe"                             | 32                         | 9                          | 7                          | —                          | —                          | —                          | —                          | —                          | —                          | 178                        | 28                         | - : Ouro      | Good Kid, M.A.A.D City |
| 2013                                                               | "Memories Back Then" ( com T.I., B.o.B & Kris Stephens) | 88                         | 30                         | 7                          | —                          | —                          | —                          | —                          | —                          | —                          | —                          | —                          |               | single sem álbum       |
| 2014                                                               | "i"                                                     | 39                         | 11                         | 8                          | 48                         | 72                         | 61                         | 68                         | 31                         | —                          | 20                         | 3                          |               | To Pimp a Butterfly    |
| 2015                                                               | "The Blacker the Berry"                                 | 66                         | 25                         | 16                         | —                          | 137                        | —                          | —                          | —                          | —                          | 83                         | 13                         |               | To Pimp a Butterfly    |
| 2015                                                               | "King Kunta"                                            | 61                         | 20                         | 11                         | 43                         | 45                         | 57                         | 113                        | 30                         | —                          | 56                         | 9                          |               | To Pimp a Butterfly    |
| 2015                                                               | "Alright"                                               | 81                         | 24                         | 20                         | —                          | —                          | —                          | —                          | —                          | —                          | 109                        | 20                         |               | To Pimp a Butterfly    |
| 2015                                                               | "These Walls" (com Bilal, Anna Wise e Thundercat)       | 94                         | 34                         | 25                         | —                          | —                          | —                          | —                          | —                          | —                          | 77                         | 12                         |               | To Pimp a Butterfly    |
| 2016                                                               | "untitled 07 \| levitate"                               | 90                         | 27                         | 16                         | —                          | —                          | —                          | 197                        | —                          | —                          | 93                         | 20                         |               | untitled unmastered.   |
| 2017                                                               | "HUMBLE."                                               | 1                          | 1                          | 1                          | 2                          | 15                         | 2                          | 21                         | 1                          | 3                          | 6                          | 3                          |               | DAMN.                  |
| "—" denota singles lançados que não entraram nas paradas musicais. |                                                         |                            |                            |                            |                            |                            |                            |                            |                            |                            |                            |                            |               |                        |

### Single promocionais
| Ano                                                                             | Título                                                    | Posição nas paradas | Posição nas paradas | Álbum                  |
| Ano                                                                             | Título                                                    | EUA                 | EUA R&B             | Álbum                  |
| ------------------------------------------------------------------------------- | --------------------------------------------------------- | ------------------- | ------------------- | ---------------------- |
| 2012                                                                            | "Compton" (com Dr. Dre)                                   | —                   | 102                 | Good Kid, M.A.A.D City |
| 2013                                                                            | "Control" (Big Sean com Kendrick Lamar & Jay Electronica) | 111                 | 43                  | single sem álbum       |
| "—" denota singles promocionais lançados que não entraram nas paradas musicais. |                                                           |                     |                     |                        |

### Outros temas
| Ano  | Canção                         | Tabelas | Tabelas         | Tabelas | Tabelas | Tabelas | Tabelas | Álbum |
| Ano  | Canção                         | EUA     | EUA R&B/Hip-Hop | EUA Rap | UK      | AUS     | POR     | Álbum |
| ---- | ------------------------------ | ------- | --------------- | ------- | ------- | ------- | ------- | ----- |
| 2017 | "DNA."                         | 4       | 3               | 2       | 18      | 16      | 7       | DAMN. |
| 2017 | "LOYALTY. (featuring Rihanna)" | 14      | 7               | 6       | 27      | 20      | 10      | DAMN. |
| 2017 | "ELEMENT."                     | 16      | 9               | 8       | 33      |         | 17      | DAMN. |
| 2017 | "LOVE." (feat. Zacari)         | 18      | 10              | 9       | 39      | 29      | 26      | DAMN. |
| 2017 | "YAH."                         | 32      | 18              | 14      | 45      |         | 24      | DAMN. |
| 2017 | "XXX. (feat. U2)"              | 33      | 19              | 15      | 50      |         | 30      | DAMN. |
| 2017 | "FEEL."                        | 35      | 21              | 17      | 46      |         | 28      | DAMN. |
| 2017 | "PRIDE."                       | 37      | 22              | 18      | 49      |         | 25      | DAMN. |
| 2017 | "LUST."                        | 42      | 25              | 20      | 52      |         | 34      | DAMN. |
| 2017 | "BLOOD."                       | 54      | 31              | 25      | 56      |         | 38      | DAMN. |
| 2017 | "FEAR."                        | 50      | 29              | 23      | 68      |         | 41      | DAMN. |
| 2017 | "DUCKWORTH."                   | 63      | 36              |         | 80      |         | 56      | DAMN. |
| 2017 | "GOD."                         | 58      | 33              |         | 81      |         | 55      | DAMN. |